# Wiborgia incurvata
Wiborgia incurvata är en ärtväxtart som beskrevs av Ernst Meyer. Wiborgia incurvata ingår i släktet Wiborgia och familjen ärtväxter. Inga underarter finns listade i Catalogue of Life.